# Letten (Creußen)
Letten (oberfränkisch: Lettn) ist ein Gemeindeteil der Stadt Creußen im Landkreis Bayreuth (Oberfranken, Bayern). Letten liegt teils in der Gemarkung Haidhof, teils in der Gemarkung Neuhof.

## Lage
Der Weiler liegt am Pferchbach, einem rechten Zufluss des Schwarzbachs. Eine Anliegerstraße führt 250 Meter nördlich zur Staatsstraße 2184.

## Geschichte
Der Ort wurde zwischen 1795 und 1805 vom Amtsmann Neuper von Creußen erbaut. Der Ortsname entspricht der Bodenart Letten.
Mit dem Gemeindeedikt (frühes 19. Jahrhundert) wurde Letten dem Steuerdistrikt Haidhof und der Ruralgemeinde Haidhof zugewiesen. Im Rahmen der Gebietsreform in Bayern wurde Letten am 1. Mai 1978 in die Stadt Creußen eingegliedert.